# Moschea del Cristo della Luce
La moschea del Cristo della Luce (in spagnolo: Mezquita Cristo de la Luz) è un'ex moschea situata a Toledo, in Spagna, l'unica delle dieci esistenti nella città che è rimasta ampiamente così com'era nel periodo moresco. All'epoca era conosciuta come Mezquita Bab-al-Mardum (in arabo مسجد باب المردوم‎?), nome che deriva dalla porta cittadina Bab al-Mardum. La moschea si trova vicino alla Puerta del Sol, in un'area della città una volta chiamata Medina nella quale vivevano i ricchi musulmani della città. Attualmente l'edificio è sconsacrato.
Fa parte del sito culturale della "Città storica di Toledo", dichiarato patrimonio mondiale dell'umanità dall'UNESCO nel 1986.

## Storia
Un'iscrizione nei mattoni scritta in cufico nella facciata sud-occidentale rivela i dettagli della fondazione della moschea:
 Una scia di luce guidò il re alla figura di un Cristo crocifisso, il quale è stato nascosto per secoli. Lui lasciò il suo scudo lì con l'iscrizione, "Questo è lo scudo che il re Alfonso VI ha lasciato in questa cappella quando conquistò Toledo, ed il primo masso fu posto qui".
Nel 1186, Alfonso VIII donò l'edificio ai Cavalieri dell'Ordine di San Giovanni, che lo stabilirono come la Cappella della Santa Croce (Ermita de la Santa Cruz). Fu in questo momento che la moschea fu rinominata e l'abside fu aggiunta.

## Descrizione

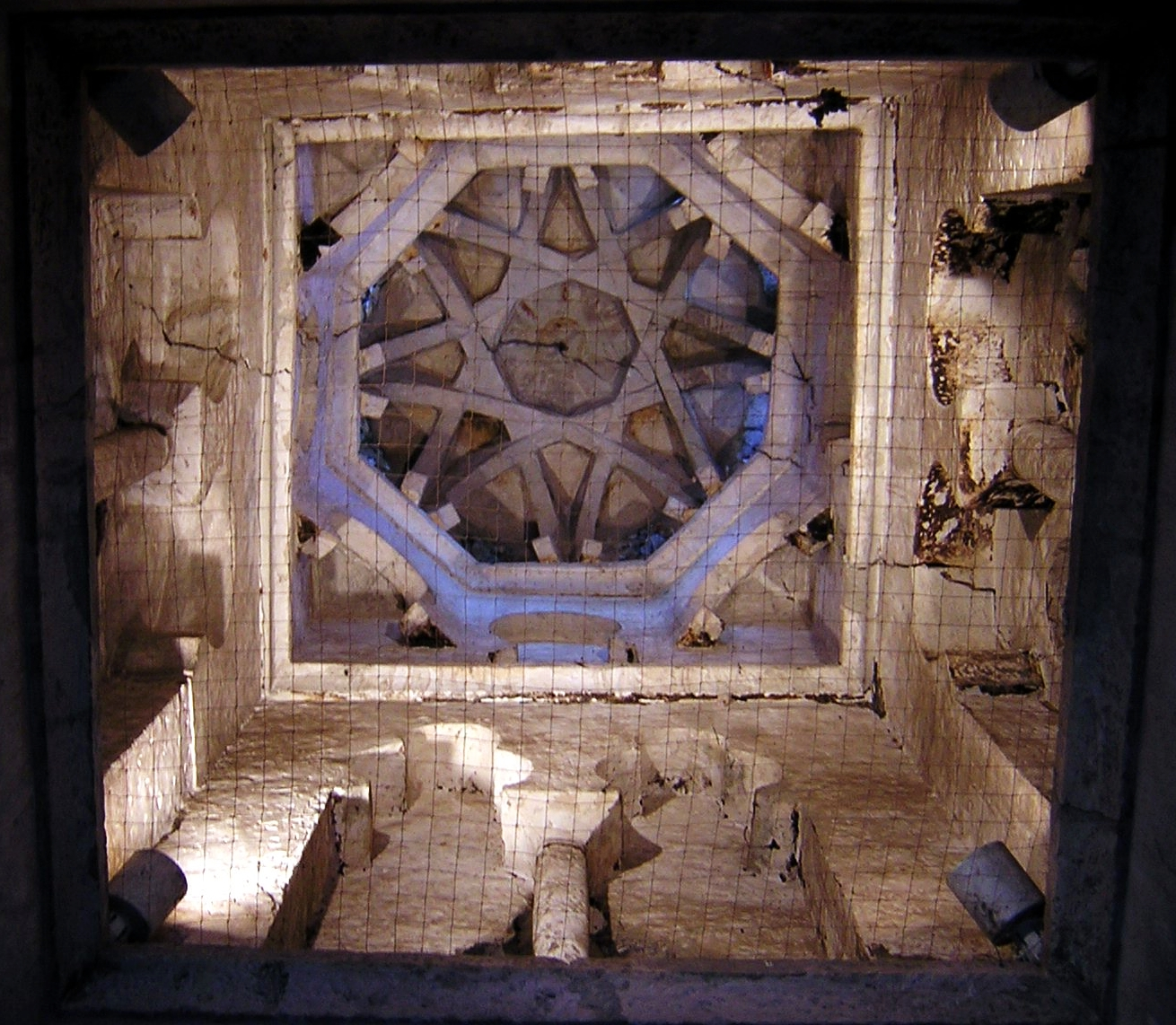
La cupola della moschea.

Costruita nel 999 a Toledo, questa moschea è una rarità in quanto si trova nello stesso stato in cui fu costruita originalmente. L'edificio è a pianta quadrata. Misura all'incirca 8m x 8m. Quattro colonne sormontate da capitelli visigoti dividono l'interno in nove compartimenti. A coprire ognuna di queste campate c'è una volta che ha un design ben distinto, unico nel suo genere. La volta centrale è più alta delle altre e fa da cupola per l'intera struttura. Ogni volta impiega l'uso delle crociere per creare il design che le rende uniche. Ognuna di loro segue l'idea di base dello stile islamico. Alcuni design sono più rettilinei mentre altri abbracciano le forme curve della volta più prominente. In ognuna c'è un pezzo di cultura e di tradizioni. Le colonne e i capitelli sono stati presi da edifici precedenti e sono quindi noti come reimpiego. La moschea è stata costruita interamente con mattoni e piccole pietre. Queste tecniche sono un insieme sia delle tradizioni di costruzione locali, sia dell'influenza proveniente dal Califfato di Cordova.
L'influenza del califfato si può notare nell'apparecchiatura muraria della facciata la quale riprende quelli visti nella Grande moschea di Cordova. Originalmente il muro orientale serviva da qibla per la moschea. Lungo quest lato ci sarebbe stato anche un mihrab usato per devozione. Le altre tre facciate sono articolate da tre campate. Sono tutte simili ma con decorazioni differenti. Il muro occidentale che serviva come entrata principale è unico nel modo in cui l'arcata è articolata. Questa facciata ha un arco lobato, un arco rialzato ed una versione più larga di un arco rialzato. Gli archi di mattoni, influenzati dall'architettura di Cordova forniscono la decorazione per la facciata. negli anni a seguire fu aggiunta un'abside semicircolare in stile mudéjar. Nel processo di aggiunta, il muro della qibla ed il mihrab furono persi.
Usando lo stile mudéjar, c'è una morbida transizione tra la struttura originale e l'abside. Questo perché la parte aggiunta usa lo stesso stile di decorazioni e materiali usati nella struttura originale. La continuazione del motivo ad archi è un importante collegamento tra le due sezioni dell'edificio.